# San Ignacio Río Muerto
San Ignacio Río Muerto es una localidad mexicana situada en el estado de Sonora, cabecera del municipio homónimo.

## Geografía
La localidad de San Ignacio Río Muerto se ubica en el noreste del municipio homónimo, en el suroeste de Sonora. Se encuentra a una altura media de 11 m s. n. m. y abarca un área aproximada de 2.53 km².

### Clima
El clima predominante en San Ignacio Río Muerto es el seco muy cálido. Tiene una temperatura media anual de 24.0 °C y una precipitación media anual de 290.0 mm.
| Parámetros climáticos promedio de San Ignacio Río Muerto, Sonora | Parámetros climáticos promedio de San Ignacio Río Muerto, Sonora | Parámetros climáticos promedio de San Ignacio Río Muerto, Sonora | Parámetros climáticos promedio de San Ignacio Río Muerto, Sonora | Parámetros climáticos promedio de San Ignacio Río Muerto, Sonora | Parámetros climáticos promedio de San Ignacio Río Muerto, Sonora | Parámetros climáticos promedio de San Ignacio Río Muerto, Sonora | Parámetros climáticos promedio de San Ignacio Río Muerto, Sonora | Parámetros climáticos promedio de San Ignacio Río Muerto, Sonora | Parámetros climáticos promedio de San Ignacio Río Muerto, Sonora | Parámetros climáticos promedio de San Ignacio Río Muerto, Sonora | Parámetros climáticos promedio de San Ignacio Río Muerto, Sonora | Parámetros climáticos promedio de San Ignacio Río Muerto, Sonora | Parámetros climáticos promedio de San Ignacio Río Muerto, Sonora |
| Mes                                                              | Ene.                                                             | Feb.                                                             | Mar.                                                             | Abr.                                                             | May.                                                             | Jun.                                                             | Jul.                                                             | Ago.                                                             | Sep.                                                             | Oct.                                                             | Nov.                                                             | Dic.                                                             | Anual                                                            |
| ---------------------------------------------------------------- | ---------------------------------------------------------------- | ---------------------------------------------------------------- | ---------------------------------------------------------------- | ---------------------------------------------------------------- | ---------------------------------------------------------------- | ---------------------------------------------------------------- | ---------------------------------------------------------------- | ---------------------------------------------------------------- | ---------------------------------------------------------------- | ---------------------------------------------------------------- | ---------------------------------------------------------------- | ---------------------------------------------------------------- | ---------------------------------------------------------------- |
| Temp. máx. abs. (°C)                                             | 34.0                                                             | 39.0                                                             | 39.0                                                             | 42.0                                                             | 45.0                                                             | 46.0                                                             | 46.0                                                             | 45.0                                                             | 47.0                                                             | 46.0                                                             | 40.0                                                             | 37.0                                                             | 47.0                                                             |
| Temp. máx. media (°C)                                            | 24.8                                                             | 26.6                                                             | 29.7                                                             | 32.4                                                             | 35.9                                                             | 38.3                                                             | 38.6                                                             | 38.5                                                             | 37.6                                                             | 35.0                                                             | 30.4                                                             | 25.2                                                             | 32.8                                                             |
| Temp. media (°C)                                                 | 16.0                                                             | 17.5                                                             | 19.4                                                             | 21.9                                                             | 25.3                                                             | 29.4                                                             | 31.4                                                             | 31.5                                                             | 30.4                                                             | 26.9                                                             | 21.1                                                             | 16.7                                                             | 24.0                                                             |
| Temp. mín. media (°C)                                            | 7.2                                                              | 8.3                                                              | 9.1                                                              | 11.4                                                             | 14.7                                                             | 20.6                                                             | 24.3                                                             | 24.6                                                             | 23.2                                                             | 18.7                                                             | 11.9                                                             | 8.2                                                              | 15.2                                                             |
| Temp. mín. abs. (°C)                                             | 1.0                                                              | 1.0                                                              | 3.0                                                              | 5.0                                                              | 8.0                                                              | 11.0                                                             | 17.0                                                             | 18.0                                                             | 16.0                                                             | 9.0                                                              | 2.0                                                              | -0.5                                                             | -0.5                                                             |
| Precipitación total (mm)                                         | 11.2                                                             | 14.6                                                             | 1.7                                                              | 1.0                                                              | 0.0                                                              | 2.3                                                              | 45.9                                                             | 72.6                                                             | 80.8                                                             | 30.2                                                             | 8.5                                                              | 21.2                                                             | 290.0                                                            |
| Días de precipitaciones (≥ 1 mm)                                 | 1.5                                                              | 1.6                                                              | 0.4                                                              | 0.2                                                              | 0.0                                                              | 0.4                                                              | 4.7                                                              | 6.0                                                              | 3.7                                                              | 1.3                                                              | 1.2                                                              | 1.9                                                              | 22.9                                                             |
| Fuente: Servicio Meteorológico Nacional.                         |                                                                  |                                                                  |                                                                  |                                                                  |                                                                  |                                                                  |                                                                  |                                                                  |                                                                  |                                                                  |                                                                  |                                                                  |                                                                  |

## Demografía
De acuerdo con el censo realizado en 2020 por el Instituto Nacional de Estadística y Geografía (INEGI), en San Ignacio Río Muerto había un total de 8135 habitantes, de los que 4072 eran mujeres y 4063 eran hombres.

### Viviendas
En el censo de 2020 había un total de 2599 viviendas, de las que 2254 estaban habitadas. De dichas viviendas habitadas: 2168 tenían piso de material diferente de tierra; 2214 disponían de energía eléctrica; 1931 disponían de inodoro y/o sanitario; y 1994 disponían de drenaje.

### Evolución demográfica
Durante el periodo 2010-2020, la localidad tuvo un incremento poblacional del 0.54 % anual, con respecto a los 7718 habitantes que tenía en el censo de 2010.
| Gráfica de evolución demográfica de San Ignacio Río Muerto entre 2000 y 2020 |
|                                                                              |
| Fuente: Instituto Nacional de Estadística y Geografía.                       |